# Pfaffenhauser Moos
Das Naturschutzgebiet Pfaffenhauser Moos liegt im Gebiet des Marktes Pfaffenhausen im schwäbischen Landkreis Unterallgäu in Bayern.

## Lage
Das Pfaffenhauser Moos liegt rund ein Kilometer nördlich des gleichnamigen Hauptortes auf einer durchschnittlichen Höhe von 553 m ü. NHN. Westlich des Gebietes fließt die Mindel und verläuft die Bundesstraße 16, nördlich verläuft die Kreisstraße MN 11, am nordöstlichen Rand fließt der Krebsbach und östlich verläuft die Staatsstraße 2037.

## Bedeutung
Die besondere Bedeutung dieses Naturschutzgebiets liegt vor allem in den großflächigen Streuwiesen mit ihren artenreichen Pflanzenaufkommen.
Das rund 51 Hektar große Gebiet mit der Kennung NSG-00128.01 wurde im Jahr 1980 unter Naturschutz gestellt. Es handelt sich um ein Mindeltal-Nieder-Zwischenmoor, gebildet in einer versumpfenden abflussschwachen Gelände-Senke unter Einfluss regelmäßiger Mindelhochwässer. Bis in die 1950er Jahre wurde hier Torf gestochen.

## Schutzzweck
Zweck des Naturschutzgebietes „Pfaffenhauser Moos“ ist es, das Moor als ein Zeugnis der landschaftsökologischen und biologischen Bedeutung der Moore in der Iller-Lech-Platte zu erhalten, das Vorkommen verschiedener, seltener, bedrohter oder gefährdeter Pflanzenarten im Bereich des Moores zu schützen und den für den Bestand dieser Pflanzengemeinschaften und ihrer Tierwelt notwendigen Lebensraum zu erhalten sowie die besondere Eigenart des Gebietes zu bewahren.

## Flora und Fauna
Folgende Arten (Auswahl) sind im Schutzgebiet Pfaffenhauser Moos erfasst.

### Fauna
- Amphibien und Reptilien
  - Nördlicher Kammmolch (Triturus cristatus)
  - Teichfrosch (Pelophylax esculentus)
- Insekten
  - Admiral (Vanessa atalanta)
  - Goldener Scheckenfalter (Euphydryas aurinia)
  - Großes Wiesenvögelchen (Coenonympha tullia)
  - Helm-Azurjungfer (Coenagrion mercuriale); eines der bedeutendsten Vorkommen in Bayern
- Säugetiere
  - Europäischer Biber (Castor fiber)
- Vögel
  - Kiebitz (Vanellus vanellus)
  - Kornweihe (Circus cyaneus)
  - Weißstorch (Ciconia ciconia)

### Flora
- Gewöhnlicher Blutweiderich (Lythrum salicaria)
- Gewöhnlicher Teufelsabbiss (Succisa pratensis)
- Herzblättriges Hechtkraut (Pontederia cordata)
- Rohrkolben (Typha)
- Schlangen-Knöterich (Bistorta officinalis)